# Royalston (Massachusetts)
Royalston est une ville du comté de Worcester dans l’État du Massachusetts.
Elle a été incorporée en 1765.
Sa population était de 1 250 habitants en 2020.